# 로이엣 CF
로이엣 CF(Roi Et Club Football, สโมสรฟุตบอลร้อยเอ็ด คลับฟุตบอล)는 태국 북동부의 로이엣주에 연고를 둔 태국의 축구단이다.
현재 태국 아마추어 리그 북동부 지역에 소속되어 있다.

## 선수 명단

### 현역
참고: FIFA 자격 규정에 따라 소속된 국가대표팀 국기를 표시합니다. 선수는 복수의 FIFA 비회원국 국적을 가지고 있을 수 있습니다.
| 번호 | 포지션 | 국적 | 이름 |
| ---- | ------ | ---- | ---- |

| 번호 | 포지션 | 국적 | 이름 |
| ---- | ------ | ---- | ---- |